# Carmina Burana (Orff)

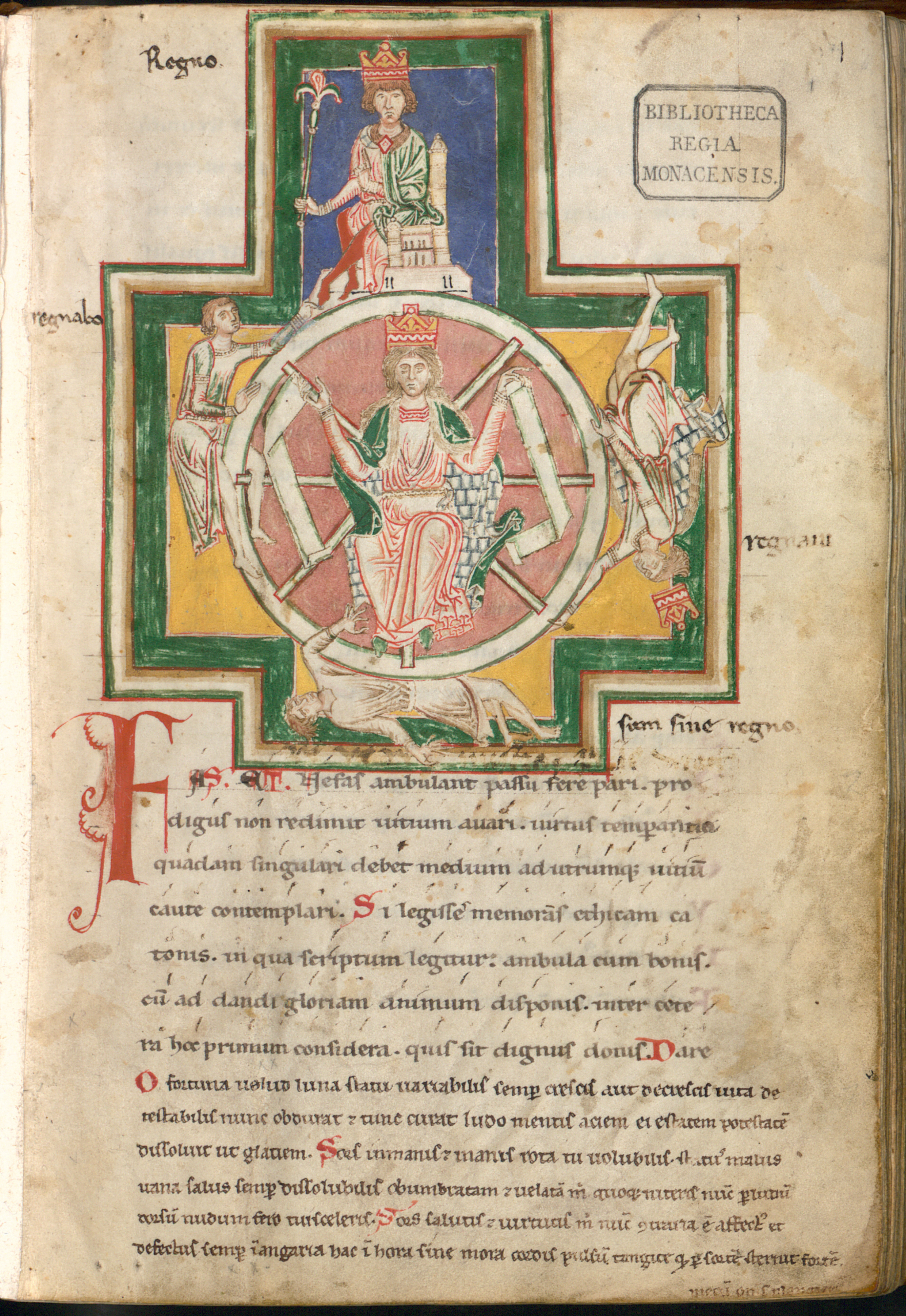
Afbeelding eerste bladzijde van het handschrift Carmina Burana

Carmina Burana is een compositie van Carl Orff (1895-1982) die in 1937 in première ging. De betekenis van de Latijnse naam is 'liederen uit Beuern'. Het dorp Beuern (in Beieren) heet eigenlijk Benediktbeuern, naar het benedictijnenklooster waar tot 1803 monniken woonden.

## Geschiedenis
"Carmina Burana" is een niet-middeleeuwse compositie in geheel eigen stijl. Orff selecteerde in 1935 een aantal liederen uit het middeleeuwse handschrift Carmina Burana en schreef er zijn eigen muziek bij. Naast de muziek schreef hij ook een lichtprogramma. De ondertitel was dan ook: Profane liederen gezongen door solisten en koor, begeleid door instrumenten en magische beelden.
Orff schreef het stuk origineel voor solisten, koor, twee vleugels en slagwerk. Later herschreef hij de instrumentatie van "Carmina Burana" voor een geheel symfonieorkest. Op 8 juni 1937 was de wereldpremière in de Opera van Frankfurt.

## Indeling werk
Het eerste deel van de compositie genaamd “In de Lente” bestaat uit liefdesliederen, het tweede deel “In de Taverne” uit drank- en gokliederen en het derde deel “In de hof der liefde” uit liederen over de zinnelijke liefde. Het geheel wordt voorafgegaan en besloten door een hymne aan Fortuna, de godin van het lot, namelijk O Fortuna. Dit O Fortuna wordt ook vaak los gespeeld op concerten en is ook vaak te vinden op klassieke verzamel-cd's.
Orff beeldt het leven uit als een soort rad van fortuin. Motto van het stuk is: Soms heb je geluk, maar de dag erna kan je alweer helemaal in de put zitten. Het is daarom belangrijk volop te genieten van de momenten van intens geluk, want het duurt vaak maar even.
| Fortuna Imperatrix Mundi          | Fortuna Imperatrix Mundi | Fortuna, Heerseres van de Wereld               | Fortuna, Heerseres van de Wereld |
| 1. O Fortuna                      | Latijn                   | O Fortuna                                      | koor                             |
| 2. Fortune plango vulnera         | Latijn                   | De wonden die Fortuna sloeg, beklaag ik        | koor                             |
| I – Primo vere                    | I – Primo vere           | In de Lente                                    | In de Lente                      |
| 3. Veris leta facies              | Latijn                   | Het vrolijke gezicht van de lente              | kleinkoor                        |
| 4. Omnia Sol temperat             | Latijn                   | De Zon verwarmt alles                          | bariton                          |
| 5. Ecce gratum                    | Latijn                   | Kijk, de aangename lente                       | koor                             |
| Uf dem anger                      | Uf dem anger             | In de wei                                      | In de wei                        |
| 6. Tanz                           |                          | Dans                                           | instrumentaal                    |
| 7. Floret silva                   | Latijn/Middelhoogduits   | Het edele woud staat in bloei                  | koor                             |
| 8. Chramer, gip die varwe mir     | Middelhoogduits          | Kramer, geef me kleur                          | koor (klein en groot)            |
| 9. a) Reie                        |                          | Reidans                                        | instrumentaal                    |
| 9. b) Swaz hie gat umbe           | Middelhoogduits          | Wat hier in de rondte danst                    | koor                             |
| 9. c) Chume, chum, geselle min    | Middelhoogduits          | Kom, kom, m'n liefje                           | kleinkoor                        |
| 9. d) Swaz hie gat umbe (reprise) | Middelhoogduits          | Wat hier in de rondte danst (reprise)          | koor                             |
| 10. Were diu werlt alle min       | Middelhoogduits          | Als heel de wereld van mij was                 | koor                             |
| II – In Taberna                   | II – In Taberna          | In de Taveerne                                 | In de Taveerne                   |
| 11. Estuans interius              | Latijn                   | Verscheurd door innerlijke woede               | bariton                          |
| 12. Olim lacus colueram           | Latijn                   | Ooit bewoonde ik meren (de gebraden zwaan)     | tenor, mannenkoor                |
| 13. Ego sum abbas                 | Latijn                   | Ik ben de abt (van Cucanië)                    | bariton, mannenkoor              |
| 14. In taberna quando sumus       | Latijn                   | Wanneer wij in de taveerne zijn                | mannenkoor                       |
| III – Cour d'amours               | III – Cour d'amours      | De Hof der Liefde                              | De Hof der Liefde                |
| 15. Amor volat undique            | Latijn                   | Amor vliegt overal                             | sopraan, jongenskoor             |
| 16. Dies, nox et omnia            | Latijn/Oudfrans          | Dag, nacht en alles (is tegen mij)             | bariton                          |
| 17. Stetit puella                 | Latijn                   | Er stond een meisje (in een rode tuniek)       | sopraan                          |
| 18. Circa mea pectora             | Latijn/Middelhoogduits   | In mijn hart (zijn veel verlangens)            | bariton, koor                    |
| 19. Si puer cum puellula          | Latijn                   | Als een jongen en een meisje (bij elkaar zijn) | 3 tenoren, bariton, 2 bassen     |
| 20. Veni, veni, venias            | Latijn                   | Kom, kom, kom toch                             | dubbelkoor                       |
| 21. In trutina                    | Latijn                   | In de weifelende balans (van mijn gevoelens)   | sopraan                          |
| 22. Tempus est iocundum           | Latijn                   | Dit is de tijd van vreugde                     | sopraan, bariton, jongenskoor    |
| 23. Dulcissime                    | Latijn                   | Jij, allerzoetste                              | sopraan                          |
| Blanziflor et Helena              | Blanziflor et Helena     | Blancefloer en Helena                          | Blancefloer en Helena            |
| 24. Ave formosissima              | Latijn                   | Gegroet gij allerschoonste                     | koor                             |
| Fortuna Imperatrix Mundi          | Fortuna Imperatrix Mundi | Fortuna, Heerseres van de Wereld               | Fortuna, Heerseres van de Wereld |
| 25. O Fortuna (reprise)           | Latijn                   | O Fortuna                                      | koor                             |

## Inspiratie
Carl Orff liet zich bij het componeren niet alleen inspireren door de middeleeuwse teksten, maar vooral ook door de afbeelding op de eerste bladzijde van het middeleeuwse handschrift in de Bayerische Staatsbibliothek. Op deze miniatuur zien we een wiel, het is het rad van fortuin. Onderaan het wiel ligt een koning in de modder, erbij staat: regnum non habeo, oftewel: ik heb geen koninkrijk. Links stijgt hij op met het wiel, erbij staat: Regnabo, oftewel, ik zal regeren. Bovenaan het wiel zit hij op de troon: regno, oftewel: ik regeer. Rechts daalt hij met het wiel af, erbij staat regnavi: ik heb geregeerd. De koning eindigt weer waar hij begon: onderaan.
De compositie vertelt hetzelfde verhaal. We beginnen onderaan het wiel: het noodlot wordt beklaagd. Dan komt de lente, de natuur komt tot bloei en de liefde bloeit ook op, dit mondt uit in de lyrische uitroep: ik zou alles geven om bij de koningin van Engeland in de armen te liggen; hiermee zijn we bovenaan het wiel aangeland, in zekere zin is het koningschap bereikt. Vervolgens dalen we langzaam weer af, de afdaling is een overgave aan de liefde, die uitmondt in de totale overgave: Dulcissime, totam tibi subdo me, oftewel: allerzoetste, ik onderwerp me geheel en al aan jou. Daarmee is de cirkel rond.

## Beleving
De "Carmina Burana" van Orff spreekt velen tot de verbeelding. Vooral het koorstuk O Fortuna is in veel films en in reclame te horen geweest.
De "Carmina Burana" wordt nog met enige regelmaat opgevoerd.

## Verfilming
Van de diverse dvd-opnames is de oudere (1975) van Kurt Eichhorn het beste geslaagd, zeker in de gekozen gevisualiseerde vorm dankzij de regie van Jean-Pierre Ponelle. Het voornaamste decor wordt gevormd door een kerkruïne waarin de zangers in middeleeuwse kostuums optreden; de handeling heeft soms enigszins surrealistische trekken, een techniek die vooruit lijkt te lopen op de virtuele werkelijkheid van de huidige digitale tijd. (Dit is een soort speelfilm, gesitueerd in de middeleeuwen, zoals Carl Orff het bedoeld had; hij was ook aanwezig bij deze mega-productie.)

## Trivia
- Willem Wilmink maakte een zing- en leesbare Nederlandse vertaling.
- Er bestaat ook een bewerking voor blaasensemble (concertband), gearrangeerd door John Krance.
- Voor het televisieprogramma Fata Morgana op de Vlaamse zender Eén werd in Grimbergen een Fata Morgana-tekst gemaakt op de "Carmina Burana".
- "O fortuna" werd begin 1992 illegaal gesampled op gelijknamige danceplaten van de Belgische dance acts Apotheosis en Fortuna featuring Satenig. Beide singles moesten uit de handel worden gehaald terwijl ze in Nederland in de top 5 van de Nederlandse Top 40 en de Nationale Top 100 stonden en in België in zowel de voorloper van de Vlaamse Ultratop 50 als de Vlaamse Radio 2 Top 30.
- Het Trans-Siberian Orchestra speelt "Carmina Burana (O Fortuna)" op de cd Night Castle uit 2009.
- In 2008 opende het koor van Collegium Musicum met "O Fortuna" Qlimax, een hardstyle-evenement in de GelreDome.